# Octane Render
Octane Render é um programa de renderização imparcial de capacidade em tempo real. Foi criado pela empresa neozelandesa Refractive Software, Ltd., adquirida pela Otoy em 13 de março de 2012.[carece de fontes?] A versão 1.0 foi lançada em 28 de novembro de 2012; tendo versões posteriores lançadas via web. O Octane foi o primeiro comercialmente disponível a utilizar totalmente o poder de uma GPU, entregando uma significativa vantagem em velocidade; o que permitiu aos usuários modificar facilmente cenas em tempo real.
Octane Render roda exclusivamente em placas gráficas Nvidia com a tecnologia CUDA, restringindo às placas Nvidia. Haviam intenções de torná-lo compatível com placas AMD de API Vulkan, o que ainda não aconteceu.